# ラシュバ効果
ラシュバ効果（ラシュバこうか、英: Rashba effect）は、ビシュコフ・ラシュバ効果（ビシュコフ・ラシュバこうか、英: Bychkov-Rashba effect）とも呼ばれ、バルク結晶および低次元凝縮系（ヘテロ構造や表面状態など）のスピンバンドの運動量に依存した分裂であって、ディラック・ハミルトニアンにおける粒子と反粒子の分裂と同様のものである。分裂は、スピン軌道相互作用と結晶ポテンシャルの非対称性、特に2次元平面に垂直な方向（表面やヘテロ構造に適用される場合）の複合効果である。この効果は、エマニュエル・ラシュバに敬意を表して名付けられた。ラシュバは、1959年にバレンティンI.シェカと3次元システムで、その後1984年にユリイA.ビチコフと2次元システムで発見した. 。 ラシュバ効果とドレッセルハウス効果は、PhySH Physics Subject Headlines の概念の一つである。
驚くべきことに、この効果は、2次元金属状態のバンド構造のわずかな修正であっても、さまざまな新しい物理現象、特に電界による電子スピンの操作を駆動できる。 Rashbaモデルで説明できる物理現象の例は、異方性磁気抵抗（AMR）がある。
さらに、大きなラシュバ分裂を持つ超伝導体は、とらえどころのないフルデ-フェレル-ラーキン-オフチンニコフ（FFLO）状態、マヨラナフェルミオン、トポロジカルp波超伝導体の可能な実現として提案されている。
近年、運動量に依存する擬スピン軌道相互作用が冷原子系で実現された。

## ハミルトニアン
ラシュバ効果はラシュバハミルトニアンと呼ばれる単純なハミルトニアンのモデルで最も容易に見ることができる。
{\displaystyle H_{\rm {R}}=\alpha ({\boldsymbol {\sigma }}\times \mathbf {p} )\cdot {\hat {z}}},
ここで{\displaystyle \alpha }はラシュバパラメータ、{\displaystyle {\boldsymbol {p}}}は運動量、{\displaystyle {\boldsymbol {\sigma }}}はパウリ行列を並べたベクトル（ストークスベクトル）である。これは単に2次元の場合の（スピンを90度回転させた）ディラックハミルトニアンに過ぎない。
固体中のラシュバモデルはk·p摂動論の枠組みの中で、または強結合近似の視点から導出される。しかしながら、これらの方法の詳細は退屈であると見なされ、定性的に同じ物理を提供する直観的なトイモデルによる説明がよくなされる（定量的には{\displaystyle \alpha }の評価が不十分である）。
ここでこの直観的なトイモデルによる説明を行い、その後により正確な導出を行う。

## 単純な導出
ラシュバ効果は、2次元平面に垂直な方向の対称性の破れの直接的な結果である。 したがって、ハミルトニアンに電界の形でこの対称性を破る項を追加しよう．
{\displaystyle H_{E}=-E_{0}z},
相対論的補正により、電界内で速度vで移動する電子は、有効な磁場Bを感じる。
{\displaystyle \mathbf {B} =-(\mathbf {v} \times \mathbf {E} )/c^{2}},
ここで{\displaystyle c}は光の速さである。この磁場は電子のスピンと結合する。
{\displaystyle H_{\mathrm {SO} }={\frac {g\mu _{\rm {B}}}{2c^{2}}}(\mathbf {v} \times \mathbf {E} )\cdot {\boldsymbol {\sigma }}},
ここで{\displaystyle -g\mu _{\rm {B}}\mathbf {\sigma } /2}は電子の磁気モーメントである。
このトイモデルでは、ラシュバハミルトニアンは次で与えられる。
{\displaystyle H_{\mathrm {R} }=-\alpha _{R}({\boldsymbol {\sigma }}\times \mathbf {p} )\cdot {\hat {z}}},
ここで{\displaystyle \alpha _{R}=-{\frac {g\mu _{\rm {B}}E_{0}}{2mc^{2}}}}である。しかし、この"トイモデル"は一見説得力があるが、エーレンフェストの定理により、{\displaystyle {\hat {z}}}方向の電子の軌道は2次元表面に張り付いた束縛状態であるために、電子が経験する時間平均電場（つまり、電子を二次元表面に貼り付けている電位による電場を含む）はゼロでなければならない。この議論をトイモデルに適用すると、ラシュバ効果は排除されているように見える（そして実験的確認の前に多くの論争を引き起こした）が、より現実的なモデルに適用すると微妙に間違っていることがわかる。上記の単純な導出は、ラシュバハミルトニアンの正しい分析形式を提供するが、効果は単純なモデルのバンド内の項ではなくエネルギーバンド（バンド間マトリックス要素）の混合から生じるため、一貫性がない。 一貫性のあるアプローチは、eV程度の結晶のエネルギーバンドを分割するMeVオーダーのディラックギャップ{\displaystyle mc^{2}} の代わりに分母に含まれる大きな効果を説明する。次項を見よ。

## 実際の系におけるラシュバ相互作用の見積もり – 強結合的なアプローチ
この節では、 強結合モデルを用いて微視的にラシュバパラメータ{\displaystyle \alpha }を見積もる方法を述べる。単純には、2次元電子ガス（2DEG）を構成する巡回電子は原子のp軌道とs軌道から生成される。簡単のために、{\displaystyle p_{z}}バンドのホールを考える。この描像では電子は{\displaystyle \Gamma }点近くの僅かなホールを除いてp状態を埋める。
ラシュバ分裂を得るために必要なものは、原子のスピン軌道相互作用
{\displaystyle H_{\mathrm {SO} }=\Delta _{\mathrm {SO} }\mathbf {L} \otimes {\boldsymbol {\sigma }}},
と2次元平面に垂直な方向への非対称なポテンシャルである。
{\displaystyle H_{E}=E_{0}\,z}
ポテンシャルの対称性の破れが引き起こす主要な効果は等方的な{\displaystyle p_{z}}, {\displaystyle p_{x}}, {\displaystyle p_{y}}バンドの間にバンドギャップ{\displaystyle \Delta _{\mathrm {BG} }}を作ることである。副次的な効果としては、 {\displaystyle p_{z}} バンドを {\displaystyle p_{x}} 、 {\displaystyle p_{y}} バンドと混成させる。この混成は強結合近似の下で理解される。サイト{\displaystyle i}にありスピンが{\displaystyle \sigma }であって{\displaystyle p_{z}}軌道にある状態が、サイト{\textstyle j} にありスピン{\displaystyle \sigma '}で{\displaystyle p_{x}}軌道または{\displaystyle p_{y}}軌道にある状態 に移る飛び移り要素は、
{\displaystyle t_{ij;\sigma \sigma '}^{x,y}=\langle p_{z},i;\sigma |H|p_{x,y},j;\sigma '\rangle },
で与えられる。ここで{\displaystyle H}は全ハミルトニアンである。対称性を破る電場が無ければ、すなわち{\displaystyle H_{E}=0}であれば、飛び移り要素は対称性により消える。しかし、{\displaystyle H_{E}\neq 0}であれば飛び移り要素は有限の値を持つ。例えば
、最隣接サイト間の飛び移り要素は、
{\displaystyle t_{\sigma \sigma '}^{x,y}=E_{0}\langle p_{z},i;\sigma |z|p_{x,y},i+1_{x,y};\sigma '\rangle =t_{0}\,\mathrm {sgn} (1_{x,y})\delta _{\sigma \sigma '}},
である。ここで{\displaystyle 1_{x,y}}はそれぞれ{\displaystyle x,y}方向の単位長さで、{\displaystyle \delta _{\sigma \sigma '}}はクロネッカーのデルタである。
ラシュバ効果はアップスピンのホールが、例えば状態 {\displaystyle |p_{z},i;\uparrow \rangle } から{\displaystyle |p_{x,y},i+1_{x,y};\uparrow \rangle }へと振幅{\displaystyle t_{0}}で遷移して、スピン軌道相互作用を用いてスピンフリップを起こして{\displaystyle |p_{z},i+1_{x,y};\downarrow \rangle }へと振幅{\displaystyle \Delta _{\mathrm {SO} }}で戻るというような2次の摂動として理解できる。ここで全てのホールが飛び移り、スピンがフリップすることに注意しよう。この摂動論におけるエネルギーの分母はもちろん{\displaystyle \Delta _{\mathrm {BG} }}になり、
{\displaystyle \alpha \approx {a\,t_{0}\,\Delta _{\mathrm {SO} } \over \Delta _{\mathrm {BG} }}},
となる。ここで{\displaystyle a}は格子定数である。この結果は前の節で導いたナイーブな結果よりも数桁ほど大きい。

## 応用
- スピントロニクス - 電子デバイスは電場を用いて電子の位置を制御できることを基礎としている。同様にして、スピン自由度の制御を基礎としたデバイスもあり得る。ラシュバ効果は磁場を用いずにスピンを制御することを可能にする。このようなデバイスは電子的な対応物に比べて多くの利点がある[16][17]。
- トポロジカル量子コンピュータ - 最近、p波超伝導体の実現にラシュバ効果を用いることができることが提案されている[9][10]。このような超伝導体はマヨラナ束縛状態として知られる非常に特殊なエッジ状態になっている。この非局所性が超伝導体に対して局所的な散乱に対し耐性を持たせ、従ってこれらは長いコヒーレンス時間を持つと考えられている。デコヒーレンスはフルスケールの量子コンピュータを実現するための大きな障害の一つであるが、このような安定な状態が量子ビットのよい候補であると考えられている。
- BiTeI[18]、強誘電体のGeTe[19]といったバルク結晶、そして多くの低次元系における{\displaystyle \alpha }が5 eV•Å程度の巨大ラシュバ効果の発見によって、電子のスピンをナノスケールでかつ短い操作時間で制御できるようなデバイスの作成が可能であることが期待されている。

## ドレッセルハウススピン軌道相互作用
ラシュバスピン軌道相互作用は、一次元対称性を持つシステム、たとえば、最初に見つかったCdSおよびCdSeとペロブスカイトの六方晶系、および2次元平面に垂直な方向の対称性が破れた場の効果として発現するヘテロ構造に典型的に見られる。  これらすべてのシステムには、反転対称性がない。 ドレッセルハウススピン軌道相互作用として知られている同様の効果は、反転対称性を欠くAIIIBV型の立方晶およびそれらから生じる量子井戸において生じる。

## 参考
- 電気双極子スピン共鳴

- Chu, Junhao; Sher, Arden (2009). Device Physics of Narrow Gap Semiconductors. Springer. pp. 328–334. ISBN 978-1-4419-1039-4
- Heitmann, Detlef (2010). Quantum Materials, Lateral Semiconductor Nanostructures, Hybrid Systems and Nanocrystals. Springer. pp. 307–309. ISBN 978-3-642-10552-4
- A. Manchon, H. C. Koo, J. Nitta, S. M. Frolov, and R. A. Duine, New perspectives for Rashba spin–orbit coupling, Nature Materials 14, 871-882 (2015), http://www.nature.com/nmat/journal/v14/n9/pdf/nmat4360.pdf, stacks.iop.org/NJP/17/050202/mmedia
- Sergey Frolov, Rashba Effect at 35, https://sergeyfrolov.wordpress.com/2015/09/10/rashba-effect-at-35/
- http://blog.physicsworld.com/2015/06/02/breathing-new-life-into-the-rashba-effect/
- E. I. Rashba and V. I. Sheka, Electric-Dipole Spin-Resonances, in: Landau Level Spectroscopy, (North Holland, Amsterdam) 1991, p. 131; https://arxiv.org/abs/1812.01721
- Rashba, Emmanuel I (2005). “Spin Dynamics and Spin Transport”. Journal of Superconductivity 18 (2):  137–144. arXiv:cond-mat/0408119. doi:10.1007/s10948-005-3349-8.